# Bernart Marti
Bernart Marti, também documentado como Bernardus Martini e Bernartz Martis, foi um trovador occitano que floresceu em meados do século XII. Ele foi um poeta satírico e moralista que seguia o estilo de Marcabru em sua "Escola Marcabruniana".
Sua origem é incerta e muito pouco se sabe dele. A única informação precisa extraída de seus poemas é que Bernart Marti era contemporâneo de Peire d'Alvernhe, e que ambos se envolveram numa disputa literária.
O poeta não é citado em nenhum outro componente trovadoresco, salvo no Breviari d'Amor de Matfre Ermengaut, que transcreve alguns dos versos do poema D'entier vers far ieu non pes.
Bernart declarou, no poema Companho per companhia, e em terceira pessoa, que possuía a profissão de pintor.

## Disputa literária
Bernart Marti atacou Peire d'Alvernha, trovador occitano-auvernês de canções religiosas e de cruzada, em razão de sua presunção de superioridade espiritual e poética.
Peire, no poema Sobre.l vieil trobar e.l novel, nas estrofes IV e V, amplifica o tema de sua superioridade sobre seus rivais e detratores. O poema pertence ao estilo trobar clus, característico dos trovadores moralistas.
No mesmo poema, ele estabelece o conceito de vers entiers (verso inteiro): uma canso que mantém a mesma qualidade, estilo, e ideia do começo ao fim. É uma regra estética criada pelo trovador auvernês.
Bernart Marti reprova a ideia. No poema resposta D'entier vers far ieu non pes, ele diz não possuir intenção de compor segundo a regra do vers entiers; mas diz que, mesmo assim, sua composição jamais será quebrada ou frágil.
Depois de um longo criticismo àqueles que escrevem vers entiers dentro de um contexto falho, Bernart direciona as críticas ao próprio Peire d'Alvernhe, que se prometeu inteiro a Deus como frade, e depois quebrou os votos para se tornar jogral. O argumento é que o próprio Peire, analogicamente, quebrou um voto que deveria ser inteiro.

## Poemas
Bernart Marti possui poucos poemas sobreviventes; são nove obras de autoria certa, e uma de autoria incerta, com nenhuma melodia sobrevivente. A escassez numérica de suas obras vêm de sua atuação não profissional dentro da poesia.
A estruturação a seguir foi feita por Beggiato:
- Amar dei;
- A, senhors, qui so cuges;
- Bel m'es lai latz la fontana;
- Companho, per companhia;
- D'entier vers far ieu non pes;
- Farai un vers ab son novelh;
- Quan l'erb'es reverdezida;
- Qant la pluei'e·l vens e·l tempiers;
- Lancan lo douz temps s'esclaire;
- Belha m'es la flors d'aguilen (atribuição incerta, pois sete manuscritos atribuem a Peire d'Alvernhe).[3]